# Wilhelm Hübbe Schleiden
Wilhelm Hübbe Schleiden (Hamburgo, 20 de outubro de 1846 — Göttingen, 17 de maio de 1916) foi escritor, teósofo e explorador alemão.